# Großer Preis von San Marino 1987
Der Große Preis von San Marino 1987 (offiziell 7° Gran Premio di San Marino) fand am 3. Mai auf dem Autodromo Dino Ferrari in Imola statt und war das zweite Rennen der Formel-1-Weltmeisterschaft 1987.

## Berichte

### Hintergrund
Während der drei Wochen, die zwischen dem Auftaktrennen in Brasilien und dem zweiten WM-Lauf des Jahres in Imola lagen, stellte Zakspeed ein erstes Exemplar des neuen Typ 871 fertig, welches von Martin Brundle pilotiert wurde. Ebenfalls erstmals zum Einsatz kam der neue Minardi M187 und der March 871. Das Ligier-Team konnte nach dem kurzfristig notwendig gewordenen Umbau des JS29 auf Megatron-Motoren mit den beiden Piloten René Arnoux und Piercarlo Ghinzani verspätet in die Saison einsteigen, ebenso wie das neue Team Larrousse, das mit einem Lola-Chassis und Ford-Cosworth-Saugmotor antrat. Philippe Alliot wurde als Stammfahrer unter Vertrag genommen. Gabriele Tarquini debütierte an diesem Wochenende am Steuer eines zweiten Osella.

### Training
Nachdem er die Tagesbestzeit erzielt hatte, verunglückte Nelson Piquet am ersten Trainingstag in Folge eines Reifenschadens in der schnellen Tamburello-Kurve schwer. Formel-1-Arzt Sid Watkins untersagte ihm daraufhin die Teilnahme am Rennen. Goodyear erklärte sich aus Sicherheitsgründen dazu bereit, über Nacht neue Reifen, die besser zur Streckencharakteristik passten, einzufliegen.
Am Samstag sicherte sich Ayrton Senna im Lotus 99T die Pole-Position vor Nigel Mansell im Williams FW11B. Benetton-Pilot Teo Fabi und Alain Prost auf McLaren folgten in der zweiten Reihe vor den beiden Ferrari-Piloten Michele Alboreto und Gerhard Berger.

### Rennen
Während der zweiten Runde übernahm Mansell in der Tosa-Kurve die Spitzenposition von Senna, der seine Pole-Position zunächst in eine Führung umgesetzt hatte. In der vierten Runde gelangte auch Prost an Senna vorbei und holte auf Mansell auf, bis er in Runde 15 aufgrund eines Elektrikdefektes aufgeben musste. Unterdessen hatte auch Alboreto Senna überholt und lag dadurch auf dem zweiten Rang.
Früher als geplant stoppte Mansell an der Box, um seine Reifen wechseln zu lassen. Dadurch lagen kurzzeitig Alboreto und Senna an der Spitze, bis diese ihrerseits ihre Boxenstopps absolvierten. Riccardo Patrese lag zu diesem Zeitpunkt auf dem zweiten Rang, da er seinen Stopp erst relativ spät absolvierte. Aufgrund zu hohen Kraftstoffverbrauchs musste er sich jedoch in der Schlussphase deutlich zurückfallen lassen.
Mansell siegte mit fast einer halben Minute Vorsprung vor Senna, der von einem Turbodruckverlust an Alboretos Ferrari profitierte. Der Italiener erreichte das Ziel als Dritter vor Stefan Johansson. Martin Brundle erzielte als Fünfter die beiden ersten WM-Punkte für Zakspeed. Sechster wurde Satoru Nakajima und errang somit als erster Japaner einen WM-Punkt.

## Meldeliste
| Team                           | Nr. | Fahrer             | Chassis        | Motor                         | Reifen |
| ------------------------------ | --- | ------------------ | -------------- | ----------------------------- | ------ |
| Marlboro McLaren International | 01  | Alain Prost        | McLaren MP4/3  | TAG/Porsche TTE PO1 1.5 V6t   | G      |
| Marlboro McLaren International | 02  | Stefan Johansson   | McLaren MP4/3  | TAG/Porsche TTE PO1 1.5 V6t   | G      |
| Data General Team Tyrrell      | 03  | Jonathan Palmer    | Tyrrell DG016  | Ford Cosworth DFZ 3.5 V8      | G      |
| Data General Team Tyrrell      | 04  | Philippe Streiff   | Tyrrell DG016  | Ford Cosworth DFZ 3.5 V8      | G      |
| Canon Williams Honda Team      | 05  | Nigel Mansell      | Williams FW11B | Honda RA167E 1.5 V6t          | G      |
| Canon Williams Honda Team      | 06  | Nelson Piquet      | Williams FW11B | Honda RA167E 1.5 V6t          | G      |
| Motor Racing Developments      | 07  | Riccardo Patrese   | Brabham BT56   | BMW M12/13 1.5 L4t            | G      |
| Motor Racing Developments      | 08  | Andrea de Cesaris  | Brabham BT56   | BMW M12/13 1.5 L4t            | G      |
| West Zakspeed Racing           | 09  | Martin Brundle     | Zakspeed 871   | Zakspeed 1500/4 1.5 L4t       | G      |
| West Zakspeed Racing           | 10  | Christian Danner   | Zakspeed 861   | Zakspeed 1500/4 1.5 L4t       | G      |
| Camel Team Lotus Honda         | 11  | Satoru Nakajima    | Lotus 99T      | Honda RA166E 1.5 V6t          | G      |
| Camel Team Lotus Honda         | 12  | Ayrton Senna       | Lotus 99T      | Honda RA166E 1.5 V6t          | G      |
| Team El Charro AGS             | 14  | Pascal Fabre       | AGS JH22       | Ford Cosworth DFZ 3.5 V8      | G      |
| Leyton House March Racing Team | 16  | Ivan Capelli       | March 871      | Ford Cosworth DFZ 3.5 V8      | G      |
| USF&G Arrows Megatron          | 17  | Derek Warwick      | Arrows A10     | Megatron M12/13 1.5 L4t       | G      |
| USF&G Arrows Megatron          | 18  | Eddie Cheever      | Arrows A10     | Megatron M12/13 1.5 L4t       | G      |
| Benetton Formula Ltd           | 19  | Teo Fabi           | Benetton B187  | Ford Cosworth GBA 1.5 V6 t    | G      |
| Benetton Formula Ltd           | 20  | Thierry Boutsen    | Benetton B187  | Ford Cosworth GBA 1.5 V6 t    | G      |
| Osella Squadra Corse           | 21  | Alex Caffi         | Osella FA1I    | Alfa Romeo 890T 1.5 V8t       | G      |
| Osella Squadra Corse           | 22  | Gabriele Tarquini  | Osella FA1G    | Alfa Romeo 890T 1.5 V8t       | G      |
| Minardi F1 Team                | 23  | Adrián Campos      | Minardi M187   | Motori Moderni 615-90 1.5 V6t | G      |
| Minardi F1 Team                | 24  | Alessandro Nannini | Minardi M187   | Motori Moderni 615-90 1.5 V6t | G      |
| Ligier Loto                    | 25  | René Arnoux        | Ligier JS29B   | Megatron M12/13 1.5 L4t       | G      |
| Ligier Loto                    | 26  | Piercarlo Ghinzani | Ligier JS29B   | Megatron M12/13 1.5 L4t       | G      |
| Scuderia Ferrari SpA SEFAC     | 27  | Michele Alboreto   | Ferrari F1/87  | Ferrari 033D 1.5 V6t          | G      |
| Scuderia Ferrari SpA SEFAC     | 28  | Gerhard Berger     | Ferrari F1/87  | Ferrari 033D 1.5 V6t          | G      |
| Larrousse Calmels              | 30  | Philippe Alliot    | Lola LC87      | Ford Cosworth DFZ 3.5 V8      | G      |

## Klassifikationen

### Qualifying
| Pos. | Fahrer             | Konstrukteur           | 1. Qualifikationstraining | 1. Qualifikationstraining | 2. Qualifikationstraining | 2. Qualifikationstraining | Start |
| Pos. | Fahrer             | Konstrukteur           | Zeit                      | Ø-Geschwindigkeit         | Zeit                      | Ø-Geschwindigkeit         | Start |
| ---- | ------------------ | ---------------------- | ------------------------- | ------------------------- | ------------------------- | ------------------------- | ----- |
| 01   | Ayrton Senna       | Lotus-Honda            | 1:27,543                  | 207,258 km/h              | 1:25,826                  | 211,404 km/h              | 01    |
| 02   | Nigel Mansell      | Williams-Honda         | 1:26,204                  | 210,477 km/h              | 1:25,946                  | 211,109 km/h              | 02    |
| 03   | Nelson Piquet      | Williams-Honda         | 1:25,997                  | 210,984 km/h              | keine Zeit                | –                         | DNS   |
| 04   | Alain Prost        | McLaren-TAG-Porsche    | 1:29,317                  | 203,142 km/h              | 1:26,135                  | 210,646 km/h              | 03    |
| 05   | Teo Fabi           | Benetton-Ford          | 1:27,801                  | 206,649 km/h              | 1:27,270                  | 207,906 km/h              | 04    |
| 06   | Gerhard Berger     | Ferrari                | 1:28,229                  | 205,647 km/h              | 1:27,280                  | 207,883 km/h              | 05    |
| 07   | Michele Alboreto   | Ferrari                | 1:29,653                  | 202,380 km/h              | 1:28,074                  | 206,009 km/h              | 06    |
| 08   | Riccardo Patrese   | Brabham-BMW            | 1:28,447                  | 205,140 km/h              | 1:28,421                  | 205,200 km/h              | 07    |
| 09   | Stefan Johansson   | McLaren-TAG-Porsche    | 1:30,416                  | 200,672 km/h              | 1:28,708                  | 204,536 km/h              | 08    |
| 10   | Eddie Cheever      | Arrows-Megatron        | 1:30,379                  | 200,755 km/h              | 1:28,848                  | 204,214 km/h              | 09    |
| 11   | Derek Warwick      | Arrows-Megatron        | 1:28,887                  | 204,124 km/h              | 1:29,236                  | 203,326 km/h              | 10    |
| 12   | Thierry Boutsen    | Benetton-Ford          | 1:28,929                  | 204,028 km/h              | 1:28,908                  | 204,076 km/h              | 11    |
| 13   | Satoru Nakajima    | Lotus-Honda            | 1:29,579                  | 202,547 km/h              | 1:30,545                  | 200,387 km/h              | 12    |
| 14   | René Arnoux        | Ligier-Megatron        | 1:31,078                  | 199,214 km/h              | 1:29,861                  | 201,912 km/h              | DNS   |
| 15   | Andrea de Cesaris  | Brabham-BMW            | 1:30,627                  | 200,205 km/h              | 1:30,382                  | 200,748 km/h              | 13    |
| 16   | Martin Brundle     | Zakspeed               | 1:31,931                  | 197,365 km/h              | 1:31,094                  | 199,179 km/h              | 14    |
| 17   | Alessandro Nannini | Minardi-Motori Moderni | 1:31,789                  | 197,671 km/h              | keine Zeit                | –                         | 15    |
| 18   | Adrián Campos      | Minardi-Motori Moderni | 1:41,520                  | 178,723 km/h              | 1:31,818                  | 197,608 km/h              | 16    |
| 19   | Christian Danner   | Zakspeed               | 1:32,977                  | 195,145 km/h              | 1:31,903                  | 197,426 km/h              | 17    |
| 20   | Piercarlo Ghinzani | Ligier-Megatron        | 1:32,873                  | 195,364 km/h              | 1:32,248                  | 196,687 km/h              | 18    |
| 21   | Alex Caffi         | Osella-Alfa Romeo      | 1:32,308                  | 196,559 km/h              | 1:33,298                  | 194,474 km/h              | 19    |
| 22   | Philippe Streiff   | Tyrrell-Ford           | 1:35,001                  | 190,987 km/h              | 1:33,155                  | 194,772 km/h              | 20    |
| 23   | Philippe Alliot    | Lola-Ford              | 1:34,458                  | 192,085 km/h              | 1:33,846                  | 193,338 km/h              | 21    |
| 24   | Ivan Capelli       | March-Ford             | 1:37,463                  | 186,163 km/h              | 1:33,872                  | 193,284 km/h              | 22    |
| 25   | Jonathan Palmer    | Tyrrell-Ford           | 1:34,632                  | 191,732 km/h              | 1:36,127                  | 188,750 km/h              | 23    |
| 26   | Pascal Fabre       | AGS-Ford               | 1:39,747                  | 181,900 km/h              | 1:36,159                  | 188,687 km/h              | 24    |
| 27   | Gabriele Tarquini  | Osella-Alfa Romeo      | 1:43,446                  | 175,396 km/h              | keine Zeit                | –                         | 25    |

### Rennen
| Pos. | Fahrer             | Konstrukteur           | Runden | Stopps | Zeit        | Start | Schnellste Runde |
| ---- | ------------------ | ---------------------- | ------ | ------ | ----------- | ----- | ---------------- |
| 01   | Nigel Mansell      | Williams-Honda         | 59     | 1      | 1:31:24,076 | 02    | 1:30,711         |
| 02   | Ayrton Senna       | Lotus-Honda            | 59     | 1      | + 27,545    | 01    | 1:30,851         |
| 03   | Michele Alboreto   | Ferrari                | 59     | 1      | + 39,144    | 06    | 1:31,054         |
| 04   | Stefan Johansson   | McLaren-TAG-Porsche    | 59     | 2      | + 1:00,689  | 08    | 1:29,543         |
| 05   | Martin Brundle     | Zakspeed               | 57     | 0      | + 2 Runden  | 14    | 1:34,573         |
| 06   | Satoru Nakajima    | Lotus-Honda            | 57     | 0      | + 2 Runden  | 12    | 1:31,891         |
| 07   | Christian Danner   | Zakspeed               | 57     | 0      | + 2 Runden  | 17    | 1:34,996         |
| 08   | Philippe Streiff   | Tyrrell-Ford           | 57     | 0      | + 2 Runden  | 20    | 1:35,406         |
| 09   | Riccardo Patrese   | Brabham-BMW            | 57     | 1      | + 2 Runden  | 07    | 1:31,564         |
| 10   | Philippe Alliot    | Lola-Ford              | 56     | 0      | + 3 Runden  | 21    | 1:33,668         |
| 11   | Derek Warwick      | Arrows-Megatron        | 55     | 0      | DNF         | 10    | 1:31,582         |
| 12   | Alex Caffi         | Osella-Alfa Romeo      | 54     | 0      | DNF         | 19    | 1:34,506         |
| 13   | Pascal Fabre       | AGS-Ford               | 53     | 0      | + 6 Runden  | 24    | 1:38,543         |
| –    | Teo Fabi           | Benetton-Ford          | 51     | 0      | DNF         | 04    | 1:29,246         |
| –    | Thierry Boutsen    | Benetton-Ford          | 48     | 0      | DNF         | 11    | 1:31,586         |
| –    | Eddie Cheever      | Arrows-Megatron        | 48     | 0      | DNF         | 09    | 1:32,262         |
| –    | Jonathan Palmer    | Tyrrell-Ford           | 48     | 0      | DNF         | 23    | 1:36,182         |
| –    | Andrea de Cesaris  | Brabham-BMW            | 39     | 0      | DNF         | 13    | 1:31,160         |
| –    | Adrián Campos      | Minardi-Motori Moderni | 30     | 0      | DNF         | 16    | 1:34,709         |
| –    | Gabriele Tarquini  | Osella-Alfa Romeo      | 26     | 0      | DNF         | 25    | 1:40,126         |
| –    | Alessandro Nannini | Minardi-Motori Moderni | 25     | 0      | DNF         | 15    | 1:34,036         |
| –    | Ivan Capelli       | March-Ford             | 18     | 0      | DNF         | 22    | 1:37,839         |
| –    | Gerhard Berger     | Ferrari                | 16     | 1      | DNF         | 05    | 1:32,929         |
| –    | Alain Prost        | McLaren-TAG-Porsche    | 14     | 0      | DNF         | 03    | 1:31,409         |
| –    | Piercarlo Ghinzani | Ligier-Megatron        | 7      | 0      | DNF         | 18    | 1:34,817         |

## WM-Stände nach dem Rennen
Die ersten sechs des Rennens bekamen 9, 6, 4, 3, 2 bzw. 1 Punkt(e).  In der Fahrerwertung wurden die besten elf Resultate, in der Konstrukteurswertung alle Resultate gewertet.

### Fahrerwertung
| Pos. | Fahrer           | Konstrukteur        | Punkte |
| ---- | ---------------- | ------------------- | ------ |
| 01   | Nigel Mansell    | Williams-Honda      | 10     |
| 02   | Alain Prost      | McLaren-TAG-Porsche | 9      |
| 03   | Stefan Johansson | McLaren-TAG-Porsche | 7      |
| 04   | Nelson Piquet    | Williams-Honda      | 6      |
| 05   | Ayrton Senna     | Lotus-Honda         | 6      |
| 06   | Michele Alboreto | Ferrari             | 4      |
| 07   | Gerhard Berger   | Ferrari             | 3      |
| 08   | Thierry Boutsen  | Benetton-Ford       | 2      |
| 09   | Martin Brundle   | Zakspeed            | 2      |
| 10   | Satoru Nakajima  | Lotus-Honda         | 1      |
| 11   | Christian Danner | Zakspeed            | 0      |
| 12   | Philippe Streiff | Tyrrell-Ford        | 0      |
| 13   | Riccardo Patrese | Brabham-BMW         | 0      |

| Pos. | Fahrer             | Konstrukteur           | Punkte |
| ---- | ------------------ | ---------------------- | ------ |
| 14   | Jonathan Palmer    | Tyrrell-Ford           | 0      |
| 15   | Philippe Alliot    | Lola-Ford              | 0      |
| 16   | Derek Warwick      | Arrows-Megatron        | 0      |
| 17   | Pascal Fabre       | AGS-Ford               | 0      |
| 18   | Alex Caffi         | Osella-Alfa Romeo      | 0      |
| –    | Eddie Cheever      | Arrows-Megatron        | 0      |
| –    | Andrea de Cesaris  | Brabham-BMW            | 0      |
| –    | Alessandro Nannini | Minardi-Motori Moderni | 0      |
| –    | Teo Fabi           | Benetton-Ford          | 0      |
| –    | Adrián Campos      | Minardi-Motori Moderni | 0      |
| –    | Gabriele Tarquini  | Osella-Alfa Romeo      | 0      |
| –    | Ivan Capelli       | March-Ford             | 0      |
| –    | Piercarlo Ghinzani | Ligier-Megatron        | 0      |

### Konstrukteurswertung
| Pos. | Konstrukteur        | Punkte |
| ---- | ------------------- | ------ |
| 01   | Williams-Honda      | 16     |
| 02   | McLaren-TAG-Porsche | 16     |
| 03   | Lotus-Honda         | 7      |
| 04   | Ferrari             | 7      |
| 05   | Benetton-Ford       | 2      |
| 06   | Zakspeed            | 2      |
| 07   | Tyrrell-Ford        | 0      |
| 08   | Lola-Ford           | 0      |

| Pos. | Konstrukteur           | Punkte |
| ---- | ---------------------- | ------ |
| 09   | Arrows-Megatron        | 0      |
| 10   | AGS-Ford               | 0      |
| 11   | Osella-Alfa Romeo      | 0      |
| –    | Brabham-BMW            | 0      |
| –    | Minardi-Motori Moderni | 0      |
| –    | March-Ford             | 0      |
| –    | Ligier-Megatron        | 0      |